# U리그1
U리그1(U-League 1)은 대한축구협회가 학교축구 정상화를 목적으로 설립한 대학축구리그로 만든 U리그에 승강제를 도입한 이후 U리그의 최상위 리그를 담당하게 되었다.

## 같이 보기
- 전국대학축구연맹전
- 전국1·2학년대학축구대회
- 전국대학축구대회
- 전국대학축구선수권대회